# Нова Курешниця
Нова Курешниця (рум. Cureşniţa Nouă) — село в Молдові у Сороцькому районі. Входить до складу комуни з центром у селі Шолкани.